# Mala junta
Pour plus de détails, voir Fiche technique et Distribution.
Mala junta est un film dramatique chilien coécrit et réalisé par Claudia Huaiquimilla, sorti en 2016.

## Synopsis
Tano, adolescent turbulent, est envoyé dans le sud du Chili, chez son père qu’il n’a pas vu depuis plusieurs années. Au lycée, il fait la connaissance de Cheo, jeune garçon timide d’origine mapuche, malmené par les autres élèves. Ils se lient d’amitié, chacun apprenant à dépasser ses difficultés grâce à l’autre. Si Tano canalise progressivement sa colère, Cheo quant à lui trouve la force de revendiquer son identité amérindienne. Tous deux s’impliquent alors dans la défense du territoire Mapuche...

## Fiche technique
- Titre original et français : Mala junta
- Titre anglais : Bad Influence
- Réalisation : Claudia Huaiquimilla
- Scénario : Pablo Greene et Claudia Huaiquimilla
- Décors : Camilo Solis
- Photographie : Matías Illanes
- Montage : Valeria Hernández
- Musique : Miranda et Tobar
- Production : Pablo Greene et Rebeca Gutiérrez Campos
- Société de production : Lanza Verde ; Pinda Producciones et Molotov Cine (coproductions)
- Société de distribution : DCI Distribución (Chili) ; Bodega Films (France)
- Pays d’origine :  Chili
- Langue originale : espagnol
- Format : couleur
- Genre : drame
- Durée : 89 minutes
- Dates de sortie :
  - Chili : 14 octobre 2016 (Festival international du film de Valdivia) ; 11 mai 2017 (sortie nationale)
  - France : 20 mars 2017 (Rencontres Cinémas d'Amérique latine)[1] ; 14 mars 2018 (sortie nationale)

## Distribution
- Andrew Bargsted : Tano
- Eliseo Fernández : Cheo
- Francisco Pérez-Bannen : Javier, le père de Tano
- Francisca Gavilán : Andrea
- Ariel Mateluna : Pedro
- Sebastián Ayala : Diego
- Rosa Ramírez : l’assistante sociale
- Alex Quevedo : Seba
- Verónica Medel : Daniela
- Sebastián Jaña : Alexis

## Production
Tournage
Claudia Huaiquimilla et l’équipe du tournage se déplace à la communauté mapuche au Chili, d’où le déroulement de l’histoire.

## Accueil

### Festivals et sorties
Mala junta est sélectionné et projeté au Festival international du film de Valdivia (Chili), le 14 octobre 2016, avant sa sortie nationale à partir du 11 mai 2017 aux grands écrans chilien.
En France, après avoir été sélectionné et projeté en « compétition » au festival Rencontres Cinémas d'Amérique latine, le 20 mars 2017 à Toulouse, il sortira le 14 mars 2018.

## Distinctions

### Récompenses
- Festival international du film de Valdivia 2016 : Meilleur film
- Festival international du film de Santiago 2017 : Prix Kinema du meilleur film
- Rencontres Cinémas d'Amérique latine 2017 : sélection « Compétition »
  - Prix du public
  - Prix lycéen de la fiction

### Nominations
- Festival international du film de Seattle 2017 : sélection « FutureWave »
  - Meilleur film
  - Grand prix du jury

### Internet
- Dossier de presse Mala junta